# Eric Åkerblom
Eric Nathanael Åkerblom, född 18 september 1896 i Hedemora, död 7 september 1994 i Stockholm, var en svensk veterinär.
Eric Åkerblom var son till fabrikören Oscar Bernhard Åkerblom och Augusta Lennartsson. Han avlade studentexamen i Falun 1915 och veterinärexamen 1920 samt blev, efter disputation vid Karolinska Institutet 1934, veterinärmedicine doktor 1936. Han var 1922–1926 assistent vid Veterinärhögskolans medicinska avdelning och var från 1928 lärare (1926–1928 tillförordnad lärare) i hovbeslag och läran om hovens sjukdomar vid Veterinärhögskolan. 1946 erhöll han professors namn. Han var från 1922 bataljonsveterinär i Fältveterinärkårens reserv och hade uppdrag bland annat som ledamot av Rikspremieringsnämnden från 1950 och av Veterinärstyrelsens vetenskapliga från samma år. 
Åkerblom blev domare vid Solvalla travbana 1942, styrelseledamot i Svenska travsportens centralförbund 1946 och ordförande i Stockholms travsällskap 1955. Förutom till grannländerna gjorde han studieresor till flera länder i Europa och till USA. Åkerblom tog initiativ till och organiserade statliga undervisningskurser i hovvård 1933, och för dessa därefter årliga, hela landet omfattande kurser var han ledare i de södra och västra områdena. Dessutom tog han initiativet till och organiserade hovvårdsföreningarna och den enskilda ambulerande hovslagarverksamheten. Han konstruerade och införde i Sverige hästsko, och från 1944 var den så kallade "normalskon" den enda som tillverkades i Sverige. Dessutom konstruerade Åkerblom PG-beslaget, som förstärker hästens barfotagående. Han regisserade en film Hovvård (1944) och publicerade ett åttiotal skrifter. Bland dem märks Untersuchungen über den Hofmechanismus des Pferdes (1930), Über die Ätiologie und Pathogenese der Futterrehe beim Pferde (doktorsavhandling, 1934) och Rickets in Horses (1952) samt många skrifter främst rörande hovens vård med mera och därjämte skrifter inom medicin, fysiologi, farmakologi och kirurgi.